# Agnese Dubbini
Agnese Dubbini (Roma, 27 settembre 1907 – Roma, 1º gennaio 1983) è stata un'attrice e mezzosoprano italiana.

## Carriera

### Cinema
Dall'esordio ne Il pirata sono io! (1940) di Mario Mattoli, prese avvio la sua carriera di attrice di secondo o terzo piano. Va citata la sua partecipazione ne L'onorevole Angelina (1947) di Luigi Zampa, con Anna Magnani e I bambini ci guardano (1944) di Vittorio De Sica.
Interpretò Adriana nel film Al diavolo la celebrità (1949), la storia del Faust di Goethe in chiave comica, il secondo film, dopo Totò cerca casa, diretto dalla coppia Mario Monicelli e Steno. 
Recitò nel ruolo di Madama Botti nel film Giovanna d'Arco al rogo (1954), interpretato da Ingrid Bergman e diretto da Roberto Rossellini, basato sull'omonima opera musicale con la musica di Arthur Honegger e il libretto di Paul Claudel. La pellicola è la trasposizione cinematografica dello spettacolo teatrale diretto da Gianandrea Gavazzeni, messo in scena il 5 dicembre 1953 al Teatro San Carlo di Napoli con Ingrid Bergman, Tullio Carminati, Marcella Pobbe, Miriam Pirazzini, Giacinto Prandelli e Piero De Palma.
Interpretò la madre di Mimì nel film Siamo uomini o caporali (1955), diretto da Camillo Mastrocinque, con Totò, Paolo Stoppa, Fiorella Mari, Nerio Bernardi e Vincent Barbi.

### Opera
Reciterà fino a metà anni cinquanta, alternando la carriera di attrice a quella di mezzosoprano. Con quest'ultimo ruolo si contano alcune incisioni una delle quali, il Gianni Schicchi di Puccini, con l'Orchestra RAI di Torino. Nel 1937 interpretò Beatrice nell'opera Le donne curiose di Ermanno Wolf-Ferrari su libretto di Luigi Sugana, tratto dalla commedia omonima di Carlo Goldoni. 
Al fianco di Pia Tassinari (Rosaura), Margherita Carosio (Colombina), Giovanni Malipiero (Florindo) e Iris Adami Corradetti (Eleonora) e sotto la direzione di Vincenzo Bellezza, il 22 marzo 1938 interpretò Berta ne Il barbiere di Siviglia, dramma comico in 2 atti di Gioachino Rossini, sul libretto di Cesare Sterbini (da Le barbier de Séville ou La précaution inutile di Pierre-Augustin Caron de Beaumarchais), insieme a Margherita Carosio (Rosina), Tito Schipa/Bruno Landi (Almaviva), Carlo Galeffi (Figaro), Giacomo Vaghi (Don Basilio). Lo spettacolo venne replicato quattro giorni dopo sulla scena del Teatro dell'Opera di Roma, con Gianna Perea Labia nel ruolo di Rosina, Giulio Gari che impersonava Almaviva, Carlo Galeffi nel ruolo di Figaro, con la regia di Marcello Govoni, la scenografia di Camillo Parravicini, direttore d'orchestra Vincenzo Bellezza. 
Lo stesso Vincenzo Bellezza la diresse nel 1939 nel Boris Godunov, op.58, dramma musicale in 4 atti di Modest Petrovič Musorgskij. La Dubbini interpretò l'ostessa, insieme al soprano Claudia Saghin (Ksenija), al mezzosoprano Ebe Stignani (Marina), al tenore Giuseppe Nessi (Vasilij Šujskij) e al baritono Tito Gobbi (Šcelkalov).
Nel 1947, assieme ad Adriana Perris, Alvinio Misciano e Ferdinando Li Donni fu tra gli interpreti principali nell'opera presentata presso l'Auditorium RAI di Roma e diretta da Riccardo Santarelli (rappresentato l'anno successivo al Teatro Municipale di San Gallo). Presso lo stesso auditorium, nel 1948, insieme a Boris Cristoff, Alessandro Wesselowski e Mascia Predit venne diretta da Carlo Maria Giulini.

## Filmografia
- Il pirata sono io!, regia di Mario Mattoli (1940)
- Le due tigri, regia di Giorgio Simonelli (1941)
- Perdizione, regia di Carlo Campogalliani (1942)
- La donna è mobile, regia di Mario Mattoli (1942)
- I due Foscari, regia di Enrico Fulchignoni (1942)
- La moglie in castigo, regia di Leo Menardi (1943)
- Zazà, regia di Renato Castellani (1944)[9]
- Non canto più, regia di Riccardo Freda (1945)
- Il marito povero, regia di Gaetano Amata (1946)
- L'onorevole Angelina, regia di Luigi Zampa (1947)
- Il Passatore, regia di Duilio Coletti (1947)[10]
- Yvonne La Nuit, regia di Giuseppe Amato (1949)
- Quel fantasma di mio marito, regia di Camillo Mastrocinque (1950)
- Il voto, regia di Mario Bonnard (1950)
- L'inafferrabile 12, regia di Mario Mattoli (1950)
- Al diavolo la celebrità, regia di Mario Monicelli e Steno (1951)
- Giovanna d'Arco al rogo, regia di Roberto Rossellini (1954)
- Il cardinale Lambertini, regia di Giorgio Pàstina (1954)
- La moglie è uguale per tutti, regia di Giorgio Simonelli (1955)
- Cantami: Buongiorno Tristezza!, regia di Giorgio Pàstina (1955)
- Siamo uomini o caporali, regia di Camillo Mastrocinque (1955)[4]
- Mio figlio Nerone, regia di Steno (1956)

## Repertorio operistico
Fonte:
| Ruolo                              | Opera                         | Compositore                | Stagione                |
| ---------------------------------- | ----------------------------- | -------------------------- | ----------------------- |
| Bersi                              | Andrea Chénier                | Umberto Giordano           | 1933-34 1935-36 1938-39 |
| L'ostessa                          | Boris Godunov                 | Modest Petrovič Musorgskij | 1936-37 1938-39 1946-47 |
| Mercedes                           | Carmen                        | Georges Bizet              | 1933-34 1937-38         |
| Lucia                              | Cavalleria rusticana          | Pietro Mascagni            | 1937-38                 |
| Madre di Conchita                  | Conchita                      | Riccardo Zandonai          | 1939-40                 |
| La governante                      | Cyrano de Bergerac            | Franco Alfano              | 1935-36                 |
| Marta                              | Faust                         | Charles Gounod             | 1934-35 1947-48         |
| Una delle suplici                  | Fedra                         | Ildebrando Pizzetti        | 1934-35                 |
| La schiava                         | Francesca da Rimini           | Riccardo Zandonai          | 1936-37                 |
| Zita                               | Gianni Schicchi               | Giacomo Puccini            | 1935-36 1946-47         |
| Ringraziata                        | Ginevra degli Almieri         | Mario Peragallo            | 1936-37                 |
| Un'ostessa                         | I cavalieri di Ekebù          | Riccardo Zandonai          | 1937-38                 |
| Berta                              | Il barbiere di Siviglia       | Gioachino Rossini          | 1934-35 1937-38         |
| Un'altra donna                     | Il Dibuk                      | Lodovico Rocca             | 1935-36 1937-38         |
| Tetamanzia                         | Il Dottor Oss                 | Annibale Bizzelli          | 1935-36                 |
| L'intendente Amelfa                | Il gallo d'oro                | Nikolaj Rimskij-Korsakov   | 1939-40                 |
| L'astrologa                        | Il re                         | Umberto Giordano           | 1937-38 1939-40         |
| La Frugola                         | Il Tabarro                    | Giacomo Puccini            | 1935-36                 |
| La Regina Caterina                 | L'uomo nero                   | Norbert Schultze           | 1939-40                 |
| Wowkle                             | La fanciulla del west         | Giacomo Puccini            | 1936-37                 |
| Orsola                             | La farsa amorosa              | Riccardo Zandonai          | 1932-33 1934-35         |
| Prima madre - La padrona del caffè | La favola del figlio cambiato | Gian Francesco Malipiero   | 1933-34                 |
| La cieca                           | La Gioconda                   | Amilcare Ponchielli        | 1937-38                 |
| Beatrice                           | Le donne curiose              | Ermanno Wolf-Ferrari       | 1937-38                 |
| Marcellina                         | Le nozze di Figaro            | Wolfgang Amadeus Mozart    | 1933-34 1938-39 1945-46 |
| La spazzina                        | Luisa (Louise)                | Gustave Charpentier        | 1947-48                 |
| Una voce                           | Lumawig e la saetta           | Adriano Lualdi             | 1936-37                 |
| Suzuki                             | Madama Butterfly              | Giacomo Puccini            | 1935-36                 |
| La rossa                           | Madame Sans-Gêne              | Umberto Giordano           | 1936-37                 |
| Marta                              | Mefistofele                   | Arrigo Boito               | 1935-36 1937-38 1948    |
| La balia levantina                 | Orséolo                       | Ildebrando Pizzetti        | 1935-36                 |
| Anna                               | Risurrezione                  | Franco Alfano              | 1932-33 1946-47         |